# Candiana
Candiana est une commune italienne de la province de Padoue dans la région Vénétie en Italie.

## Administration
| Période                                  | Période | Identité | Étiquette | Qualité |
| ---------------------------------------- | ------- | -------- | --------- | ------- |
|                                          |         |          |           |         |
| Les données manquantes sont à compléter. |         |          |           |         |

### Hameaux
Pontecasale

### Communes limitrophes
Agna, Arre (Italie), Bovolenta, Correzzola, Pontelongo, Terrassa Padovana

### Personnalités nées à Granze
- Emilio De Marchi (acteur)
- Arturo Pecchielan
- Guerrino Tosello